# Мсемен
Мсемен или rghaif (ар. رغايف), је традиционално припремани хлеб пореклом из региона Магреба, који се често налази у Алжиру, Мароку, и Тунису. Пресавија се у квадратне палачинке са више унутрашњих слојева и пече се на плочи за печење, обично се служи са медом или шољом ароматичног јутарњег чаја или кафе од менте. Мсемен се такође може напунити месом или луком и парадајзом. Мале палачинке мсемен су изворно из берберске кухиње.
Постоји варијанта која се прави извлачењем теста у тракице и формирањем диска, а која се у Алжиру, Тунису и Мароку назива и млеви .